# 4626 Плісецька
4626 Плісецька (4626 Plisetskaya) — астероїд головного поясу, відкритий 23 грудня 1984 року.
Тіссеранів параметр щодо Юпітера — 3,605.
Названо на честь Майї Плісецької (нар. 1925), радянської і російської артистки балету